# Artéria pericardiofrênica

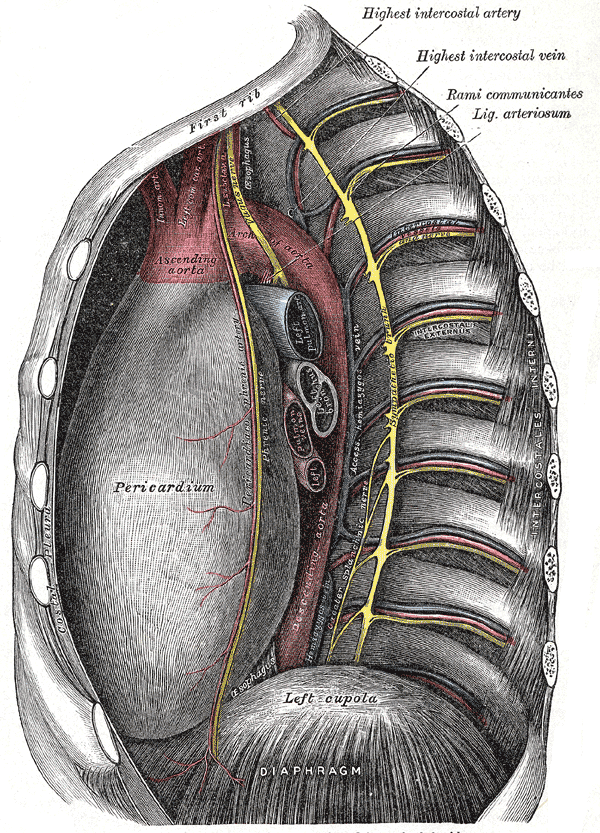
A aorta torácica, vista do lado esquerdo. (Pericardiacofrênico marcado no centro à esquerda.)

A artéria pericardiofrênica é um ramo da artéria torácica interna.